# Carlisle Cullen
Carlisle Cullen (ook wel: Stregone Benefice) is een van de hoofdpersonen uit de film en de boekenreeks Twilight, geschreven door Stephenie Meyer. Hij is de echtgenoot van Esme en de adoptievader van Edward, Alice en Emmett Cullen en Rosalie en Jasper Hale.
In de film wordt zijn rol vertolkt door Peter Facinelli.

## Achtergrond
Carlisle Cullen was de zoon van een Anglicaanse priester en werd geboren in de jaren 1640 in Londen, gedurende een periode van veel religieuze opschudding. Zijn vader en andere priesters joegen op heksen, weerwolven en vampiers en beschuldigden ook vaak onschuldige mensen ervan dit te zijn. Toen zijn vader ouder werd, nam Carlisle zijn werk over.
Op een nacht werd hij aangevallen door een vampier, die hem voor dood op straat achterliet. Hoewel hij zwaargewond was, besloot Carlisle niet meer terug naar huis te gaan, omdat hij wist dat de maatschappij hem nooit zou accepteren en zijn vader hem hoogstwaarschijnlijk zou doden. Hij verborg zich drie dagen onder een berg rottende aardappelen en onderging de pijnlijke transformatie tot vampier helemaal in zijn eentje.
Hij vond het vreselijk wat hij was geworden en probeerde meerdere keren zelfmoord te plegen, wat bleef mislukken vanwege zijn kracht. Hij zwom naar Frankrijk in de hoop te verdrinken. Hij was bang dat hij zijn dorst naar bloed op een dag niet meer zou kunnen beheersen, en dat hij dan onschuldige mensen zou doden. Dit wilde hij niet, dus hij vastte.
Carlisle werd hierdoor echter steeds zwakker: op een nacht kon hij zichzelf niet meer bedwingen, er kwam een groep herten langs zijn schuilplaats en zonder na te denken viel hij aan. Zo ontdekte hij dat er een alternatief was en dat hij zich niet hoefde te voeden met mensenbloed. Daarna besloot hij zichzelf te leren zijn dorst naar mensenbloed te beheersen en een dokter te worden.
Hij leefde korte tijd bij de Volturi, een vampierengroep in Italië, die hem wou overtuigen om weer mensen bloed te drinken. Uiteindelijk vertrok hij naar Amerika, waar hij aan het werk ging als dokter. Omdat hij tot dan toe de enige vampier was die principieel weigerde mensenbloed te drinken, voelde hij zich erg eenzaam.

## Het gezin Cullen
In 1918, tijdens de Spaanse griep-epidemie was hij een van de artsen die de zieken behandelde. Een vrouw die in het ziekenhuis lag en nog maar een paar dagen te leven had, smeekte hem haar stervende zoon Edward te redden. Carlisle was erg eenzaam, maar worstelde toch met zijn geweten: kon hij dit wel doen?
Toen de vrouw stierf, en Carlisle besefte dat er voor Edward ook geen kans meer was, besloot hij het toch te doen. Hij beet Edward, die in een vampier veranderde en bij Carlisle bleef.
In 1921 verhuisden ze naar Wisconsin. Hier vond Carlisle Esme, die zelfmoord had geprobeerd te plegen na de dood van haar zoontje. Carlisle redde de stervende vrouw door haar tot vampier te maken. Hij werd verliefd op haar en trouwde later met haar. Zo ontstond het 'gezin': met Carlisle en Esme als vader en moeder, en Edward als hun eerste adoptiezoon. Ze leefden als 'vegetariërs': allen voedden zich alleen met het bloed van dieren.
Enkele jaren later vond Carlisle Rosalie, een jonge vrouw die verkracht was door haar dronken verloofde en zijn vrienden, die haar voor dood hadden achtergelaten. Hij nam het stervende meisje mee en veranderde haar in een vampier. Zo kwam zij ook bij het gezin.
Emmett was de volgende. Rosalie vond hem toen ze op jacht was naar dieren om zich te voeden. Hij was aangevallen door een beer en op sterven na dood. Rosalie durfde hem zelf echter niet in een vampier te veranderen, omdat ze bang was dat ze niet op tijd zou kunnen stoppen en hem zou doden. Daarom nam ze hem mee naar Carlisle, die inmiddels na 300 jaar ervaring zijn dorst naar bloed had leren bedwingen, en niet meer warm of koud werd van menselijk bloed.
Nadat Emmett bij het inmiddels vijf leden tellende gezin was gekomen, verhuisden ze naar Hoquiam in de staat Washington. De Quileute indianenstam was aanvankelijk niet blij met de komst van de vampieren, maar toen ze merkten dat Carlisle en zijn gezin vredelievend waren en zich niet met mensen voedden, boden ze hen een wapenstilstand aan: de Quileutes zouden hen met rust laten zolang zij geen mensen aanvielen en zich niet lieten zien op het land van de Quileutes.
De Cullens gingen akkoord en leefden relatief vredig, tot zij weer verder moesten trekken. Tussen het eerste en het tweede verblijf van de Cullens in Forks kwamen Alice en Jasper bij het gezin. Zij hadden Carlisle op eigen houtje gevonden, nadat Alice in een van haar visioenen had gezien dat ze daarnaartoe moesten gaan.
Later, in het eerste deel van de Twilight-saga leert zijn oudste zoon, Edward, Bella kennen. Helaas is Bella menselijk, wat voor vele problemen in hen relatie zorgt. Carlise leert Bella voor het eerst kennen in het ziekenhuis waar hij werkt, nadat ze bijna omver gereden werd door een stuurloos busje. Later stelt Edward haar voor aan zijn familie, en sindsdien wordt ze zo'n beetje als hun laatste dochter gezien. Als Bella en Edward zijn afgestudeerd en getrouwd verwachten ze een kind, Renesmee. Maar bij de geboorte van hun unieke dochtertje loopt het mis en bijna sterft Bella. Edward kan haar nog juist op tijd redden door van haar een vampier te maken en ze leven samen met hun dochter - en met de rest van de Cullens - nog lang en gelukkig.
Door de twilight-saga heen werkt Carlisle als dokter in het plaatselijke ziekenhuis van Forks. Zijn lichamelijke leeftijd is 23 jaar: dit was de leeftijd waarop hij in een vampier werd veranderd, en vampieren worden niet ouder. In werkelijkheid is Carlisle echter meer dan 360 jaar oud. Omdat hij zijn bloedlust heeft weten te bedwingen, kan hij zonder problemen als dokter werken.
Carlisle denkt dat iedereen die in een vampier wordt veranderd een gave meebrengt, iets waar hij/zij als mens al talent mee had. Hij denkt zelf dat hij zijn medegevoel met anderen heeft meegebracht uit zijn menselijk leven.
Carlise is de leider van zijn Cullen-clan, maar is tevens de vader. Volgens Bella is hij ook het middelpunt van de groep.